# Gran Premio motociclistico d'Aragona 2010
Il Gran Premio motociclistico d'Aragona 2010 corso il 19 settembre, è stato il 13º Gran Premio della stagione 2010 e ha visto vincere: Casey Stoner in MotoGP, Andrea Iannone in Moto2 e Pol Espargaró nella classe 125. La gara si è disputata ad Alcañiz, sul Ciudad del Motor de Aragón.
La classe 125, rimasta come quella di minor cilindrata nel motomondiale, taglia il traguardo delle 700 gare dalla prima edizione del mondiale e dal suo debutto assoluto avvenuto in occasione del Gran Premio motociclistico di Svizzera 1949. È la seconda categoria a raggiungere questo traguardo dopo la classe 250, che l'aveva ottenuto poco prima di venire sostituita tra le classi del motomondiale.

## Prove e Qualifiche
In questo Gran Premio per tutte le classi si sono svolte tre sessioni di prove libere.

### Classe 125
Le prime sessioni di prove sono state dominate da Nicolás Terol (Aprilia), Pol Espargaró (Aprilia), e Marc Márquez (Derbi), mentre la pole position è andata a Marc Márquez (Derbi).
Risultati dopo le qualifiche:
- 1 =  Marc Márquez - Derbi 1'59.335
- 2 =  Sandro Cortese - Derbi 1'59.898
- 3 =  Nicolás Terol - Aprilia 1'59.970

### Moto2
Nelle prime sessioni di prove i più veloci sono stati Andrea Iannone (1ª e 3ª sessione) (Speed Up) e Mattia Pasini (2ª) (Suter), mentre la pole è andata a Iannone.
Risultati dopo le qualifiche:
- 1 =  Andrea Iannone - Speed Up 1'55.148
- 2 =  Scott Redding - Suter 1'55.189
- 3 =  Alex De Angelis - Motobi 1'55.194

### MotoGP

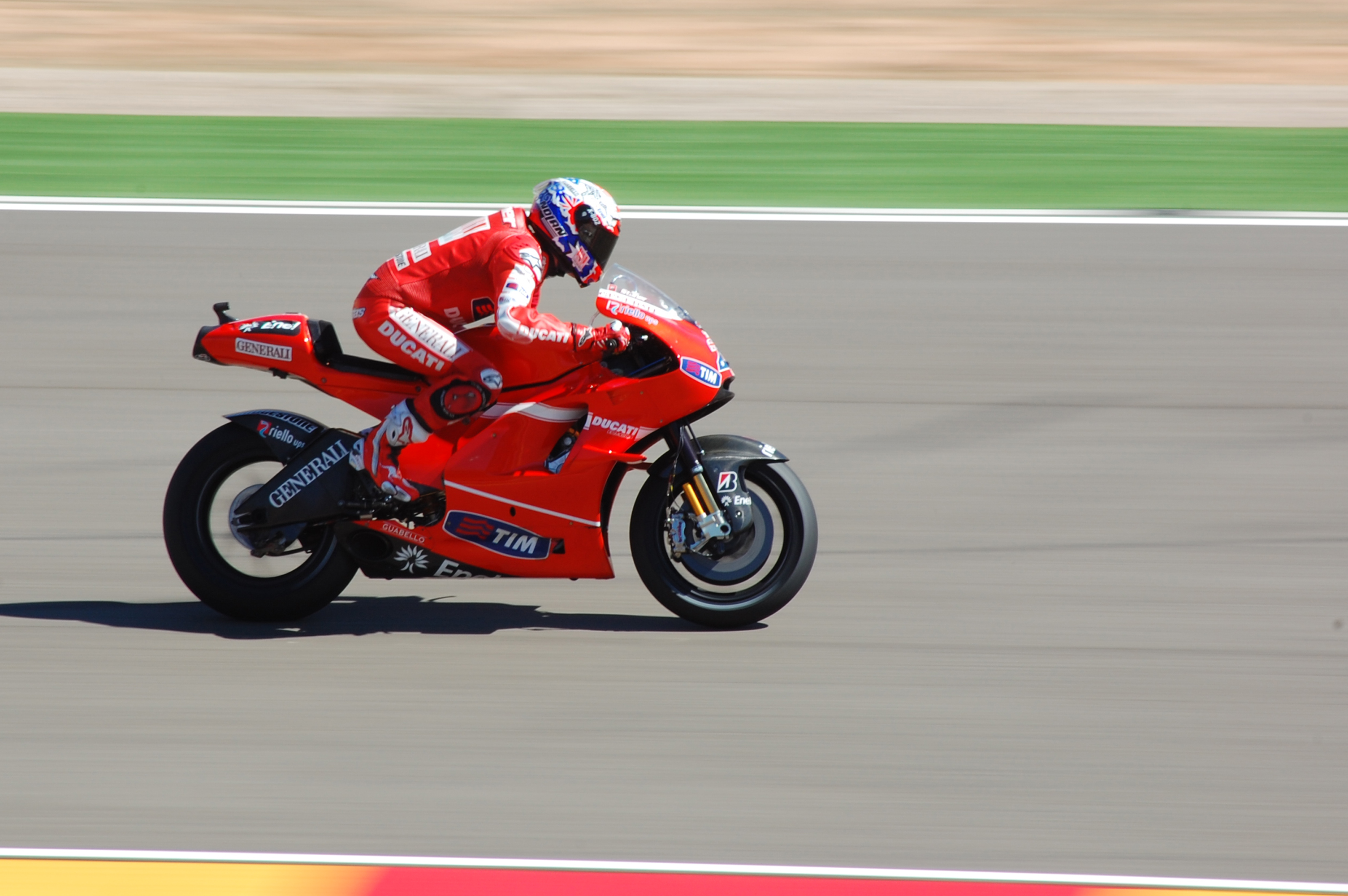
Stoner, vincitore della gara della classe MotoGP

Nelle sessioni di prove il pilota più veloce è stato Daniel Pedrosa (Honda) (1'50.506), seguito da Nicky Hayden su Ducati e Jorge Lorenzo (Yamaha). Nella seconda sessione il migliore è Casey Stoner (Ducati) (2'01.710) seguito da Lorenzo e Hayden. Nella Terza abbiamo: Stoner (Ducati, 1'50.115), Pedrosa e Hayden.
| Pos | Nº | Pilota           | Team                           | Tempo    |
| --- | -- | ---------------- | ------------------------------ | -------- |
| 1   | 27 | Casey Stoner     | Ducati Marlboro-Ducati         | 1'48.942 |
| 2   | 99 | Jorge Lorenzo    | Fiat Yamaha Team-Yamaha        | 1'49.251 |
| 3   | 26 | Dani Pedrosa     | Repsol Honda Team-HRC          | 1'49.343 |
| 4   | 69 | Nicky Hayden     | Ducati Marlboro-Ducati         | 1'49.506 |
| 5   | 11 | Ben Spies        | Monster Yamaha Tech 3-Yamaha   | 1'49.565 |
| 6   | 14 | Randy de Puniet  | LCR Honda MotoGP-Honda         | 1'49.952 |
| 7   | 46 | Valentino Rossi  | Fiat Yamaha Team-Yamaha        | 1'50.017 |
| 8   | 4  | Andrea Dovizioso | Repsol Honda Team-HRC          | 1'50.046 |
| 9   | 58 | Marco Simoncelli | San Carlo Honda Gresini-Honda  | 1'50.088 |
| 10  | 40 | Héctor Barberá   | Paginas Amarillas Aspar-Ducati | 1'50.323 |
| 11  | 5  | Colin Edwards    | Monster Yamaha Tech 3-Yamaha   | 1'50.440 |
| 12  | 19 | Álvaro Bautista  | Rizla Suzuki MotoGP-Suzuki     | 1'50.523 |
| 13  | 41 | Aleix Espargaró  | Pramac Racing-Ducati           | 1'50.537 |
| 14  | 33 | Marco Melandri   | San Carlo Honda Gresini-Honda  | 1'50.580 |
| 15  | 7  | Hiroshi Aoyama   | Interwetten Honda MotoGP-Honda | 1'50.836 |
| 16  | 36 | Mika Kallio      | Pramac Racing-Ducati           | 1'51.490 |

## Gara

### MotoGP

#### Arrivati al traguardo
| Pos. | Nº | Pilota           | Squadra                 | Motocicletta | Giri | Tempo     | Griglia | Punti |
| ---- | -- | ---------------- | ----------------------- | ------------ | ---- | --------- | ------- | ----- |
| 1º   | 27 | Casey Stoner     | Ducati Team             | Ducati       | 23   | 42:16.530 | 1       | 25    |
| 2º   | 26 | Daniel Pedrosa   | Repsol Honda            | Honda        | 23   | +5.148    | 3       | 20    |
| 3º   | 69 | Nicky Hayden     | Ducati Team             | Ducati       | 23   | +9.496    | 4       | 16    |
| 4º   | 99 | Jorge Lorenzo    | Fiat Yamaha             | Yamaha       | 23   | +9.580    | 2       | 13    |
| 5º   | 11 | Ben Spies        | Monster Yamaha Tech 3   | Yamaha       | 23   | +13.771   | 5       | 11    |
| 6º   | 46 | Valentino Rossi  | Fiat Yamaha             | Yamaha       | 23   | +27.330   | 7       | 10    |
| 7º   | 58 | Marco Simoncelli | San Carlo Honda Gresini | Honda        | 23   | +28.511   | 9       | 9     |
| 8º   | 19 | Álvaro Bautista  | Rizla Suzuki            | Suzuki       | 23   | +35.254   | 12      | 8     |
| 9º   | 33 | Marco Melandri   | San Carlo Honda Gresini | Honda        | 23   | +35.393   | 14      | 7     |
| 10º  | 41 | Aleix Espargaró  | Pramac Racing           | Ducati       | 23   | +35.467   | 13      | 6     |
| 11º  | 40 | Héctor Barberá   | Paginas Amarillas Aspar | Ducati       | 23   | +35.522   | 10      | 5     |
| 12º  | 5  | Colin Edwards    | Monster Yamaha Tech 3   | Yamaha       | 23   | +45.360   | 11      | 4     |
| 13º  | 7  | Hiroshi Aoyama   | Interwetten Honda       | Honda        | 23   | +48.319   | 15      | 3     |
| 14º  | 36 | Mika Kallio      | Pramac Racing           | Ducati       | 23   | +58.047   | 16      | 2     |

#### Ritirati
| Nº | Pilota           | Squadra      | Motocicletta | Giri | Griglia |
| -- | ---------------- | ------------ | ------------ | ---- | ------- |
| 4  | Andrea Dovizioso | Repsol Honda | Honda        | 22   | 8       |
| 14 | Randy de Puniet  | LCR Honda    | Honda        | 15   | 6       |

### Moto2

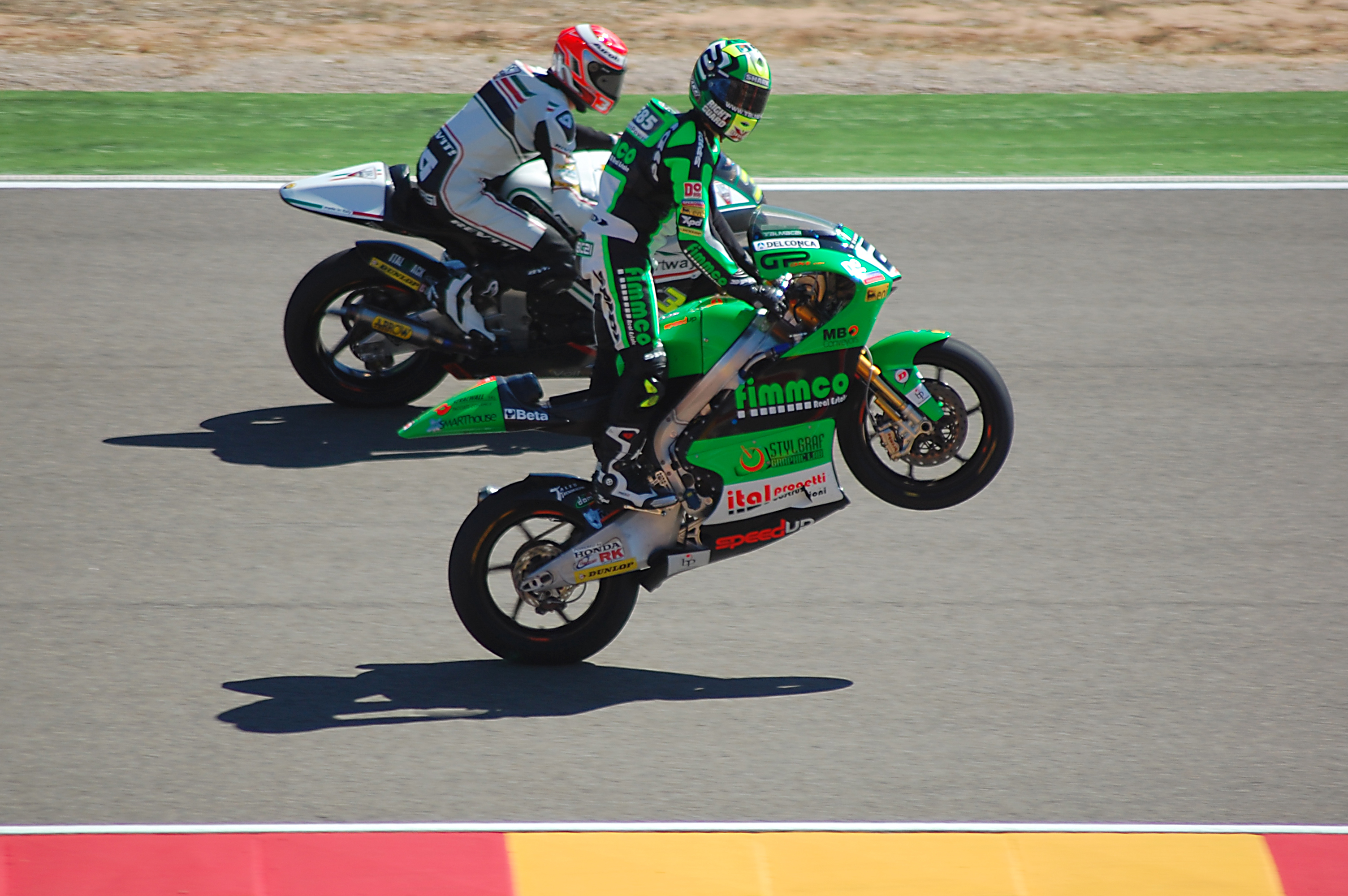
Iannone festeggia la vittoria della gara della classe Moto2

Numerosi gli avvicendamenti nella lista dei partecipanti, con Arne Tode e Lukáš Pešek che vengono sostituiti dalle rispettive squadre con Kazuki Watanabe e Santiago Hernández. Sostituiti in quanto infortunati Michael Ranseder e Vladimir Ivanov, rimpiazzati da Mattia Pasini e Michele Pirro. In questa classe sono due i piloti che corrono grazie a delle wildcard che sono: Román Ramos su MIR Racing e Kev Coghlan su FTR.

#### Arrivati al traguardo
| Pos. | Nº | Pilota              | Squadra                    | Motocicletta | Giri | Tempo     | Griglia | Punti |
| ---- | -- | ------------------- | -------------------------- | ------------ | ---- | --------- | ------- | ----- |
| 1º   | 29 | Andrea Iannone      | Fimmco Speed Up            | Speed Up     | 21   | 40:33.264 | 1       | 25    |
| 2º   | 60 | Julián Simón        | Mapfre Aspar               | Suter        | 21   | +6.203    | 4       | 20    |
| 3º   | 2  | Gábor Talmácsi      | Fimmco Speed Up            | Speed Up     | 21   | +6.276    | 7       | 16    |
| 4º   | 24 | Toni Elías          | Gresini Racing             | Moriwaki     | 21   | +7.123    | 12      | 13    |
| 5º   | 3  | Simone Corsi        | JIR Moto2                  | MotoBi       | 21   | +9.160    | 5       | 11    |
| 6º   | 16 | Jules Cluzel        | Forward Racing             | Suter        | 21   | +12.881   | 14      | 10    |
| 7º   | 77 | Dominique Aegerter  | Technomag-CIP              | Suter        | 21   | +12.987   | 11      | 9     |
| 8º   | 45 | Scott Redding       | Marc VDS Racing            | Suter        | 21   | +18.881   | 2       | 8     |
| 9º   | 65 | Stefan Bradl        | Viessmann Kiefer Racing    | Suter        | 21   | +20.893   | 9       | 7     |
| 10º  | 12 | Thomas Lüthi        | Interwetten Moriwaki       | Moriwaki     | 21   | +21.171   | 20      | 6     |
| 11º  | 71 | Claudio Corti       | Forward Racing             | Suter        | 21   | +21.426   | 6       | 5     |
| 12º  | 72 | Yūki Takahashi      | Tech 3 Racing              | Tech 3       | 21   | +21.978   | 26      | 4     |
| 13º  | 63 | Mike Di Meglio      | Mapfre Aspar               | Suter        | 21   | +22.171   | 15      | 3     |
| 14º  | 51 | Michele Pirro       | Gresini Racing             | Moriwaki     | 21   | +24.747   | 8       | 2     |
| 15º  | 14 | Ratthapark Wilairot | Thai Honda PTT Singha SAG  | Bimota       | 21   | +30.452   | 21      | 1     |
| 16º  | 43 | Román Ramos         | MIR Racing                 | MIR Racing   | 21   | +31.716   | 29      |       |
| 17º  | 55 | Héctor Faubel       | Marc VDS Racing            | Suter        | 21   | +33.594   | 19      |       |
| 18º  | 17 | Karel Abraham       | Cardion AB Motoracing      | FTR          | 21   | +33.801   | 22      |       |
| 19º  | 44 | Roberto Rolfo       | Italtrans S.T.R.           | Suter        | 21   | +37.621   | 23      |       |
| 20º  | 40 | Sergio Gadea        | Tenerife 40 Pons           | Pons Kalex   | 21   | +39.428   | 25      |       |
| 21º  | 8  | Anthony West        | MZ Racing                  | MZ-RE Honda  | 21   | +43.799   | 28      |       |
| 22º  | 6  | Alex Debón          | Aeroport de Castello - Ajo | FTR          | 21   | +44.855   | 27      |       |
| 23º  | 64 | Santiago Hernández  | Matteoni CP Racing         | Moriwaki     | 21   | +45.164   | 31      |       |
| 24º  | 88 | Yannick Guerra      | Holiday Gym G22            | Moriwaki     | 21   | +59.926   | 38      |       |
| 25º  | 28 | Kazuki Watanabe     | Racing Team Germany        | Suter        | 21   | +1:11.176 | 40      |       |
| 26º  | 59 | Niccolò Canepa      | Bimota - M Racing          | Bimota       | 21   | +1:11.208 | 36      |       |
| 27º  | 53 | Valentin Debise     | WTR San Marino             | ADV          | 21   | +1:11.364 | 33      |       |
| 28º  | 5  | Joan Olivé          | Jack & Jones by A.Banderas | Promoharris  | 21   | +1:22.224 | 39      |       |

#### Ritirati
| Nº | Pilota           | Squadra                      | Motocicletta | Giri | Griglia |
| -- | ---------------- | ---------------------------- | ------------ | ---- | ------- |
| 80 | Axel Pons        | Tenerife 40 Pons             | Pons Kalex   | 13   | 30      |
| 95 | Mashel Al Naimi  | Blusens-STX                  | BQR-Moto2    | 12   | 34      |
| 9  | Kenny Noyes      | Jack & Jones by A.Banderas   | Promoharris  | 12   | 35      |
| 35 | Raffaele De Rosa | Tech 3 Racing                | Tech 3       | 10   | 10      |
| 75 | Mattia Pasini    | Vector Kiefer Racing         | Suter        | 9    | 24      |
| 39 | Robertino Pietri | Italtrans S.T.R.             | Suter        | 8    | 37      |
| 15 | Alex De Angelis  | JIR Moto2                    | MotoBi       | 6    | 3       |
| 54 | Kev Coghlan      | Monlau Joey Darcey           | FTR          | 1    | 13      |
| 10 | Fonsi Nieto      | Holiday Gym G22              | Moriwaki     | 0    | 32      |
| 25 | Alex Baldolini   | Caretta Technology Race Dept | I.C.P.       | 0    | 17      |
| 4  | Ricard Cardús    | Maquinza-SAG                 | Bimota       | 0    | 18      |
| 68 | Yonny Hernández  | Blusens-STX                  | BQR-Moto2    | 0    | 16      |

### Classe 125

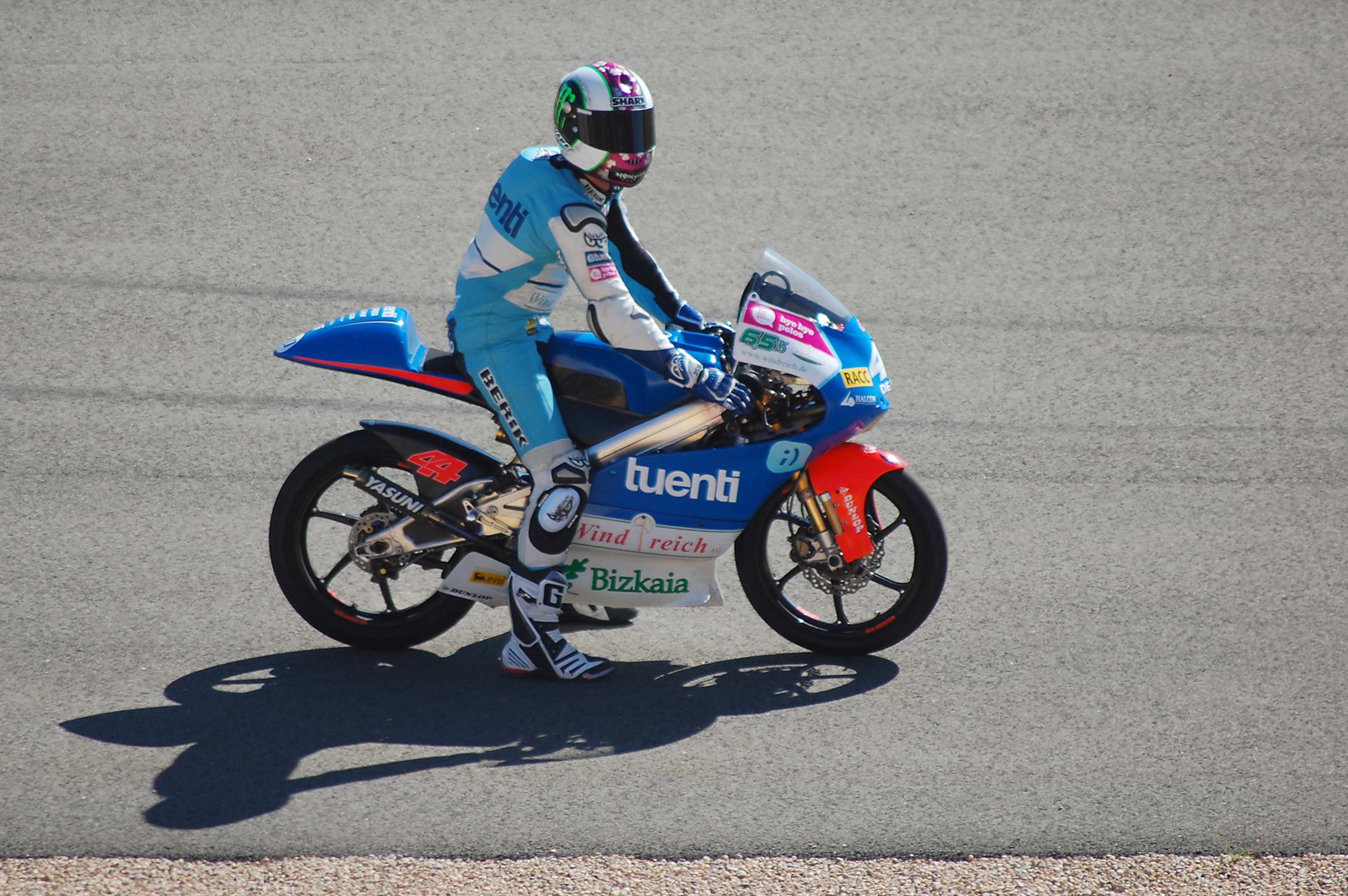
Espargaró, vincitore della gara della classe 125

In questa classe corrono quattro piloti come wildcard: Josep Rodríguez e Péter Sebestyén su Aprilia, Joan Perelló e Kevin Hanus su Honda, mentre Alexis Masbou, Lorenzo Savadori e Luca Marconi, infortunati, vengono sostituiti rispettivamente da Pedro Rodríguez, Alejandro Pardo e Robin Barbosa. 

#### Arrivati al traguardo
| Pos. | Nº | Pilota              | Squadra                       | Motocicletta | Giri | Tempo     | Griglia | Punti |
| ---- | -- | ------------------- | ----------------------------- | ------------ | ---- | --------- | ------- | ----- |
| 1º   | 44 | Pol Espargaró       | Tuenti Racing                 | Derbi        | 19   | 38:14.248 | 5       | 25    |
| 2º   | 40 | Nicolás Terol       | Bancaja Aspar                 | Aprilia      | 19   | +0.050    | 3       | 20    |
| 3º   | 38 | Bradley Smith       | Bancaja Aspar                 | Aprilia      | 19   | +9.460    | 6       | 16    |
| 4º   | 7  | Efrén Vázquez       | Tuenti Racing                 | Derbi        | 19   | +15.999   | 4       | 13    |
| 5º   | 11 | Sandro Cortese      | Avant Mitsubishi Ajo          | Derbi        | 19   | +18.396   | 2       | 11    |
| 6º   | 71 | Tomoyoshi Koyama    | Racing Team Germany           | Aprilia      | 19   | +18.967   | 10      | 10    |
| 7º   | 12 | Esteve Rabat        | Blusens-STX                   | Aprilia      | 19   | +25.971   | 11      | 9     |
| 8º   | 94 | Jonas Folger        | Ongetta Team                  | Aprilia      | 19   | +26.129   | 9       | 8     |
| 9º   | 99 | Danny Webb          | Andalucia Cajasol             | Aprilia      | 19   | +39.717   | 12      | 7     |
| 10º  | 39 | Luis Salom          | Stipa-Molenaar Racing GP      | Aprilia      | 19   | +42.719   | 13      | 6     |
| 11º  | 26 | Adrián Martín       | Aeroport de Castello - Ajo    | Aprilia      | 19   | +48.635   | 14      | 5     |
| 12º  | 14 | Johann Zarco        | WTR San Marino                | Aprilia      | 19   | +56.065   | 8       | 4     |
| 13º  | 78 | Marcel Schrötter    | Interwetten Honda             | Honda        | 19   | +1:01.926 | 19      | 3     |
| 14º  | 84 | Jakub Kornfeil      | Racing Team Germany           | Aprilia      | 19   | +1:02.020 | 18      | 2     |
| 15º  | 50 | Sturla Fagerhaug    | AirAsia - Sepang Int. Circuit | Aprilia      | 19   | +1:15.030 | 24      | 1     |
| 16º  | 63 | Zulfahmi Khairuddin | AirAsia - Sepang Int. Circuit | Aprilia      | 19   | +1:18.689 | 15      |       |
| 17º  | 23 | Alberto Moncayo     | Andalucia Cajasol             | Aprilia      | 19   | +1:18.852 | 16      |       |
| 18º  | 72 | Marco Ravaioli      | Lambretta Reparto Corse       | Lambretta    | 19   | +1:36.185 | 29      |       |
| 19º  | 58 | Joan Perelló        | SAG Castrol                   | Honda        | 19   | +1:54.278 | 25      |       |
| 20º  | 37 | Robin Barbosa       | Ongetta Team                  | Aprilia      | 19   | +1:54.564 | 27      |       |
| 21º  | 27 | Alejandro Pardo     | Matteoni CP Racing            | Aprilia      | 18   | +1 giro   | 30      |       |
| 22º  | 28 | Josep Rodríguez     | Hune Racing                   | Aprilia      | 18   | +1 giro   | 20      |       |

#### Ritirati
| Nº | Pilota          | Squadra                  | Motocicletta | Giri | Griglia |
| -- | --------------- | ------------------------ | ------------ | ---- | ------- |
| 15 | Simone Grotzkyj | Fontana Racing           | Aprilia      | 15   | 21      |
| 69 | Louis Rossi     | CBC Corse                | Aprilia      | 13   | 22      |
| 16 | Pedro Rodriguez | Ongetta Team             | Aprilia      | 11   | 23      |
| 56 | Péter Sebestyén | Right Guard Racing       | Aprilia      | 10   | 28      |
| 53 | Jasper Iwema    | CBC Corse                | Aprilia      | 8    | 17      |
| 86 | Kevin Hanus     | Thomas Sabo Team Hanusch | Honda        | 0    | 31      |
| 93 | Marc Márquez    | Red Bull Ajo Motorsport  | Derbi        | 0    | 1       |

#### Non partito
| Nº | Pilota        | Squadra                 | Motocicletta | Griglia |
| -- | ------------- | ----------------------- | ------------ | ------- |
| 55 | Isaac Viñales | Lambretta Reparto Corse | Lambretta    | 26      |

#### Squalificato
| Nº | Pilota             | Squadra                  | Motocicletta | Griglia |
| -- | ------------------ | ------------------------ | ------------ | ------- |
| 35 | Randy Krummenacher | Stipa-Molenaar Racing GP | Aprilia      | 7       |